# 방열기

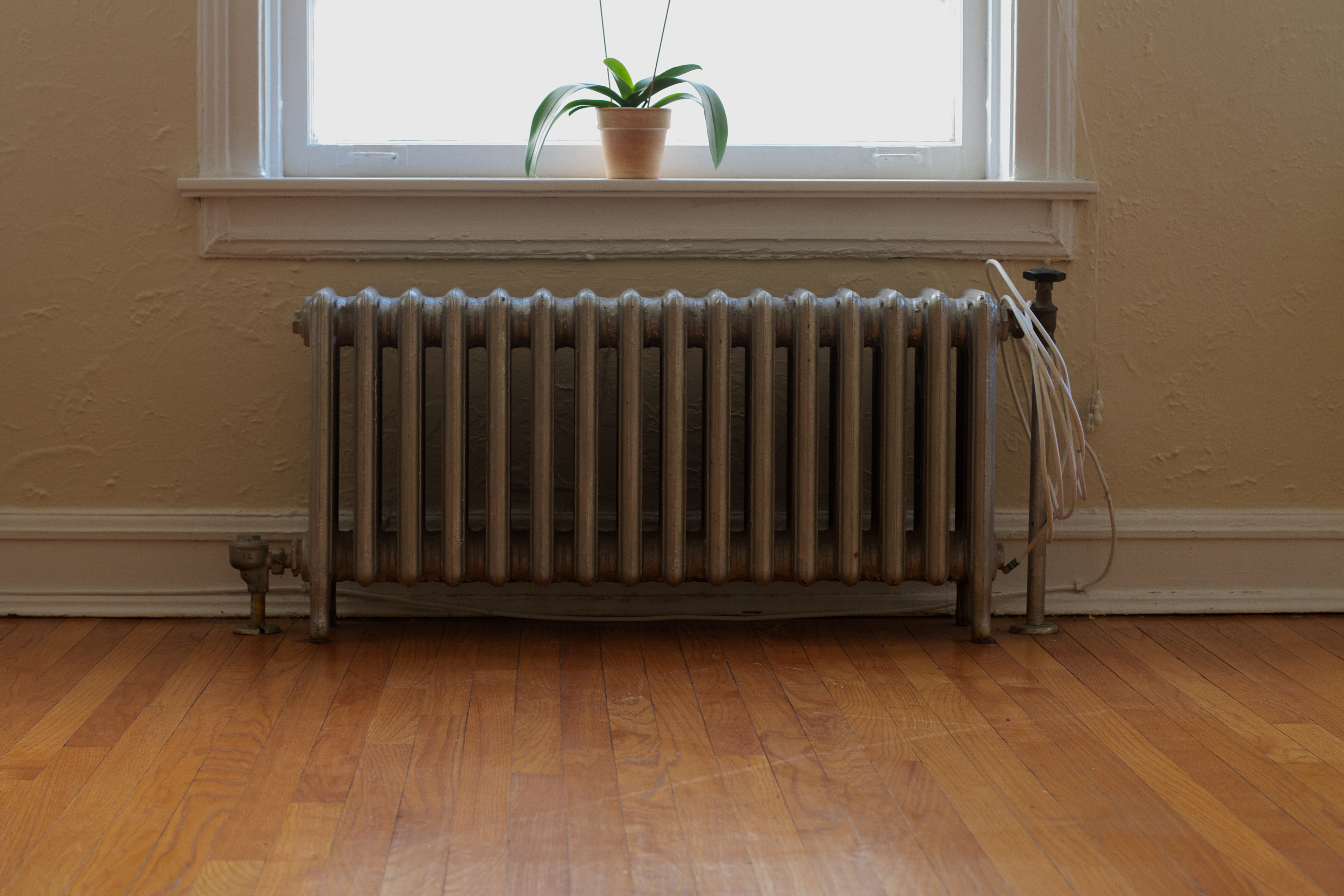

방열기(放熱器, radiator, 라디에이터)는 열교환기의 일종인 라디에이터가 열원의 열을 방출하여 열원을 냉각한다는 점에 착안해 그 열을 실내에 방출하여 난방하는 기구다. 열수나 증기를 통과시켜 그 열을 방열하는 방식이 있고, 전기로 방열판을 직접 가열하여 열을 발생시키는 방식이 있다.
코네티컷주 뉴헤이븐의 데니슨 옴스테드(Denison Olmsted)는 1834년 열 교환기가 있는 스토브에 대한 특허에서 난방 기기를 의미하기 위해 '라디에이터'라는 용어를 사용한 최초의 사람인 것으로 보인다. 특허에서 그는 자신의 발명품이 "내가 라디에이터라고 부르는 독특한 종류의 장치"라고 썼다. 난방 라디에이터는 1855년 프란츠 산 갈리(Franz San Galli)에 의해 발명되었다. 그는 프러시아 왕국 태생으로 상트페테르부르크에 거주하는 러시아 사업가였다. 1800년대 후반 아메리칸 라디에이터 컴퍼니(American Radiator Company) 등의 회사에서는 비용을 낮추고 시장을 확대하기 위해 이전에 제작된 강철 디자인보다 주철 라디에이터를 홍보했다.

## 같이 보기
- 냉각제